# 佐藤まりあ (女性アイドル)
佐藤 まりあ（さとう まりあ、9月13日 - ）は、女性アイドルグループ・フィロソフィーのダンスのメンバーカラーのピンクを担当、オーガニック（本物）のメンバーで無添加ぶどうを担当。埼玉県北本市出身。

## 略歴
2011年、NICE GIRL プロジェクト!に研修生として加入するが、ナイスガールトレイニー結成を機に2013年1月卒業。
2014年、夏休み期間中にAKIBAカルチャーズ劇場で行われる「デビュー直前アイドル5組新人公演〜真夏のシンデレラたち〜」に向けて、劇場を運営するつくばテレビが新たに作るアイドルグループに応募したが、アイドルグループは不成立に終わり、劇場のアテンダントとして勤務。
2015年2月から3月にかけて行われたAKIBAカルチャーズ劇場の企画「期間限定ユニット新春特別公演『DreamStage』」にミキティー本物プロデュース「オーガニック（本物）」のメンバーとして参加した。「JAPANIMAX!」（YOHEY（PaniCrew）プロデュース）と対決し、4月から3ヶ月間の定期公演を勝ち取る。
2015年7月30日、フィロソフィーのダンスのメンバーとして活動すること、および表記を「佐藤麻莉亜」から「佐藤まりあ」に変更することを発表。
2016年、ミスiD2017にエントリーし、ファイナリストへ進出する。
2017年4月、渋谷区観光協会から渋谷ガイドアイドルに任命され、2018年3月まで活動。
2019年、アパレルブランド「amiel bonbon」の秋冬メインビジュアルモデルとして活動する。

## 人物
- アイドルグループであるフィロソフィーのダンスの中で、アイドル担当として紹介されている。無添加素材100%の清楚系アイドルとして活動するオーガニック（本物）のメンバー内意識調査でも、他の3人から一番アイドルらしいメンバーに選ばれた[12]。
- 清純派アイドルとして可憐な容姿を持ちながら腹筋がバキバキに割れている腹筋女子で、雑誌Tarzanの腹トレ特集で腹筋自慢の一人に紹介された。フィロソフィーのダンスではヘルシービューティ担当と自己紹介することもある。
- ライブやTwitterで男勝りな熱い一面を見せることもある。
- ダンスファウンダー（リボーカル版）の録音時に体温が38.5度あったが、「気持ちさえあれば熱があってもいける」とボーカル録音を継続した[13]。
- アイドルグループの解散や脱退が続く中、フィロソフィーのダンス東名阪ツアー東京公演にてグループのファンに対し「大船に乗ったつもりで信じて付いてきてください！」と宣言した[14]。
- 雑誌nicolaのモデルの新垣結衣に憧れて芸能界を志し、NICE GIRL プロジェクト!研修生に選ばれるまで50回以上のオーディションを受け続けた。その脱退後もオーディションを受け続け、オーガニック（本物）に合格したのは両親と約束していたアイドルチャレンジ最後の年齢だった[15]。
- アイドルのレッスンを受ける中で自身もアイドルが好きになり、色々なグループのライブや特典会にも参加した。アイドル活動休止中にK-POPアイドルにはまり、ライブを観るために韓国へ旅行した。大久保駅近くの会場でK-POPを語るためのトークイベントを開催したこともある。
- 「自分がファンだったらこんなアイドルは推せない」と自身へのアイドルルールを定め、デビュー前からスキャンダルを避ける、カラコンを付けない、ピアスの穴を開けない等の生活を守っていた。
- 好きな食べ物は牛タンとチョコレート。渋谷区ガイドアイドル活動では渋谷区のガッツリ食べられる食事店をテーマにCHEERZコラムで連載を担当した[16]。

## 出演

### 地上波テレビ
- 「好きか嫌いか言う時間SP」（2016年11月7日、TBSテレビ[注釈 2]）
- 「FNS番組対抗 オールスター秋の祭典 目利き王決定戦」（2018年10月1日、フジテレビ[注釈 3]）
- 「全力坂」（2020年9月22日、テレビ朝日）

### インターネット番組
- 「IDOL QUIZ BOOKIE」（2017年12月8日、TOKYO IDOL CHANNEL）
- 「シノのス」（2018年11月9日 - 2018年12月28日、テレ朝動画[注釈 4]）
- 「好きにガチゼミ」（2020年12月2日、スカパー！、公式YouTubeチャンネル）

### コミュニティ放送
- 「渋谷つながる部」（2017年4月20日 - 2018年3月15日、渋谷のラジオ[注釈 5]）

### モデルイベント
- amiel bonbon来店イベント（2019年11月2日、川越アトレマルヒロamiel bonbon）

### ミュージックビデオ
- リフの惑星「フライベイビー」（2017年2月）

### 書籍・雑誌
- フォトテクニックデジタル 2017年4月号（2017年3月20日、玄光社、フォトテクニックデジタル×CHEERZ コラボグラビア）
- 向日葵 ファースト写真集「私はあなただけを見つめる。」（2017年12月1日、『向日葵」製作委員会）
- Tarzan No.740 - 腹トレ×凹めし（2018年4月26日、マガジンハウス）
- ポトレマガジン 2018年5月号（2018年4月30日、フォトジェニック）
- Top Yell NEO 2019 SPRING（2019年3月26日、竹書房）
- Vocal & Dance Collection Magazine Vol.013-（2019年9月27日 - 、vdc.tokyo）「佐藤まりあの！スーパーミラクルアイドルへの道」
- Top Yell NEO 2020 SPRING（2020年3月28日、竹書房）"K-POPの聖地"新大久保ぶらり散歩
- 月間エンタメ 2020年8月号（2020年6月30日、徳間書店）現役アイドルが語る！K-POPの魅力
- IDOL AND READ 023（2020年7月31日、シンコーミュージック・エンタテインメント）

### トークイベント
- フィロソフィーのダンス佐藤まりあが選ぶK-POPフェイバリットをコリアン・タウンで聞く夜（2019年2月5日、Naked Loft）
- あんたんしゅきしゅきクラブ決起集会（2020年2月23日、LOFT9 Shibuya）
- 渋谷LOFT9アイドル倶楽部vol.16（2020年8月31日、LOFT9 Shibuya）

### 生誕祭
- 佐藤まりあ生誕祭2016（2016年9月18日、原宿ストロボカフェ）
- 十束おとは・佐藤まりあ合同生誕祭2017（2017年9月15日、TSUTAYA O-WEST）
- 佐藤まりあ生誕祭2018（2018年9月13日、TSUTAYA O-WEST）
- あんはす合同生誕祭2018 in名古屋 supportted byエクストロメ（2018年9月22日、名古屋クラブクアトロ）
- 佐藤まりあ生誕祭2019（2019年9月13日、代官山UNIT）
- 佐藤まりあ誕生日記念生配信（2020年9月14日、フィロソフィーのダンスファンクラブ限定配信）

### ライブ
- 竹内アンナ 弾き語りライブ『atELIER』（2025年3月29日、ヒューリックホール東京）- ゲスト出演[17]。